# Olga Schröder
Pour les articles homonymes, voir Schröder.
Olga Edouardovna Schröder (Ольга Эдуардовна Шредер), épouse Nápravník, née le 14/26 août 1844 à Saint-Pétersbourg et morte le 31 mars/13 avril 1902 à Saint-Pétersbourg, est une chanteuse russe d'opéra, mezzo-soprano et contralto. Elle était l'épouse du chef d'orchestre du Mariinsky, Eduard Nápravník.

## Biographie
Elle naît au sein d'une famille d'Allemands de Russie. Elle termine l'école dramatique de Saint-Pétersbourg dans la classe de Nikolaï Viteliaro et de F. Ricci. En 1863, elle débute sur la scène du Mariinsky dans le rôle de Vania de l'opéra de Glinka, Une vie pour le tsar. À propos de ses débuts, le compositeur Alexandre Serov écrivit:

« Bien sûr, il y a des défauts dans le chant d'Olga Schroeder, et même des défauts significatifs; mais, vraiment, il est impossible d'y prêter attention avec l'étoffe tellement magnifique d'une voix charmante et d'un jeu assez vif. Il est impossible de remarquer ces bagatelles pleines de charme devant l'épanouissement devant nous d'une telle nature artistique aussi douée ! Dans chaque mot, dans chaque mouvement d'Olga Schroeder, une vocation au théâtre se fait sentir. Elle est née pour la scène, c'est pourquoi dès les premiers pas elle se sent chez elle. »
Sa belle voix sonore, combinée à une merveilleuse apparition sur scène, lui a valu de grands succès: elle a été invitée sur la scène du théâtre Mariinsky et a chanté les premiers rôles de contralto pendant plusieurs années; mais après cinq ou six saisons, elle est passée à des rôles secondaires. Au total, elle a interprété trente rôles dans vingt-six opéras.
Olga Schröder a créé les rôles d'Iziaslav (Rogneda de Serov, 1865), de Xénia (les Nijnénovgorodiens de Nápravník, 1868), d'Aphimia (La Puissance de l'ennemi de Serov, 1871), de Lina (Ermak de Santis, 1873), de Zakharievna (L'Opritchnik de Tchaïkovski, 1874), de Daphna (Angelo de César Cui, 1re version de 1876).
Elle a interprété entre autres Flora (La Traviata), Naïna et Ratmir (Rouslan et Ludmila, 1864), la princesse (Roussalka de Dargomyjski), Nancy (Martha de Friedrich von Flotow), Pierotto (Linda di Chamounix de Donizetti), etc. Elle a eu notamment pour partenaires de scène Pavel Boulakhov, Vassili Mikhaïlovitch Vassiliev, Guennadi Krondatiev, Bogomir Korsov, Alexandra Kroutikova, Daria Leonova, Ivan Melnikov, Fiodor Nikolski, Dmitri Orlov, Ossip Petrov, Ioulia Platonova, Wilhelmina Raab, Mikhaïl Sariotti.  
Elle quitte la scène à la fin de la saison 1884-1885. Elle est inhumée au cimetière de Novodiévitchi de Saint-Pétersbourg.

## Source de la traduction
- (ru) Cet article est partiellement ou en totalité issu de l’article de Wikipédia en russe intitulé « Шрёдер, Ольга Эдуардовна » (voir la liste des auteurs).